# James McDonald Vicary
James McDonald Vicary (ur. 30 kwietnia 1915, zm. 7 listopada 1977) – marketingowiec i parapsycholog znany głównie ze swoich prac dotyczących sugestii podprogowej z 1957.

## Życiorys
Urodził się w Detroit, studiował na Uniwersytecie w Michigan. Prowadził pionierskie eksperymenty badające poziom emocji uczestników eksponowanych na różne bodźce poprzez analizę ruchu powiek i gałki ocznej. Również studiował zjawiska kupowania pod wpływem impulsu oraz kojarzenia słów.
Najbardziej znany jest jednak z badania jakie miał przeprowadzić nad sugestią podprogową w 1957. Początkowo twierdził, że badanie polegało na zaprezentowaniu widzom kina podprogowych komunikatów (trwających 0,03 s) zachęcających do kupowania popcornu i Coca-Coli. Według Vicarego sugestie te miały znacząco wpłynąć na sprzedaż tych produków. Później właściciel kina w Grover's Hill, New York, gdzie miał się odbyć eksperyment Vicarego, zdementował zarówno jakikolwiek wzrost sprzedaży wspomnianych produktów, jak i sam fakt przeprowadzenia eksperymentu. 
W oparciu o badanie Vicarego CIA opublikowało raport dotyczący percepcji podprogowej, który później stał się podstawą zakazu używania tej metody w USA. Vicary próbował później tłumaczyć, że dane były zbyt małe by być znaczące, w końcu zaś przyznał, że rezultaty badania zostały przez niego sfałszowane. W czerwcu 1958 Vicary zniknął ze sceny nowojorskiego marketingu, prawdopodobnie uciekając przed procesami firm, które zdążył zainteresować techniką sprzedaży podprogowej. Ponowna, rzetelna próba przeprowadzenia badania nie wykazała żadnych istotnych statystycznie różnic w sprzedaży produktów. Zainteresowanie tematem sugestii podprogowej było jednak duże i doczekało się licznych komentarzy.

## Publikacje
- "How Psychiatric Methods Can be Applied to Market Research", Printer's Ink, 1950
- "Seasonal Psychology", Journal of Marketing, Kwiecień 1956
- "The Circular Test of Bias in Personal Interview Surveys." Public Opinion Quarterly 19, no. 2, Lato 1955 215-218